# شعبان تحت الصفر (فلم)
شعبان تحت الصفر فيلم كوميدي مصري من أفلام عادل إمام وشاركه البطولة عماد حمدي وإسعاد يونس وجميل راتب وأحمد راتب وأحمد ماهر وايمان وصلاح نظمي وهو من إخراج هنري بركات.

## قصة الفيلم
تدور أحداث الفيلم حول شعبان (عادل امام)الموظف الفقير الذي يسعى من الزواج من اسعاد يونس، لكنه لا يستطيع أن يوفر لها شقة فيحاول أن يستنجد بقريبه من بعيد الغطريفي بك (عماد حمدي) بطلب سلفة منه الفا جنيه ليشتري له شقة ليتزوج بها، لكنة الفطريفي بك يطرده، ويموت بعد فترة من الزمن فيقرر اقربائه الاستيلاء على الثروة التي يمتلكها الغطريفي لكن القانون لايحق لهم بذلك، فيقنعون شعبان بأنتحال شخصية فريد الغطريفي بن الغطريفي بك المتوفي، ليحصل على نصف الورث، وتتوالى بعدها الأحداث.

## وصلات خارجية
- مقالات تستعمل روابط فنية بلا صلة مع ويكي بيانات